# Achille Germain
Achille Germain, anomenat Germain de la Flèche (Beaupréau, 5 de maig de 1884 - La Flèche, 12 d'abril de 1938), fou un ciclista francès, professional del 1908 al 1914.

## Palmarès
- 1906
  - 2n al Sis dies de Tolosa (amb Jean Gauban)

### Resultat al Tour de França
- 1908. 16è a la classificació general